# Leptostylopsis milleri
Leptostylopsis milleri är en skalbaggsart som först beskrevs av Fisher 1932.  Leptostylopsis milleri ingår i släktet Leptostylopsis och familjen långhorningar. Inga underarter finns listade i Catalogue of Life.